# Cenobit

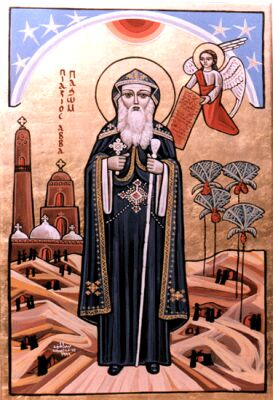
Icoana coptică a lui Pahomie Tabenisiotul, întemeietorul monahismului cenobitic creștin

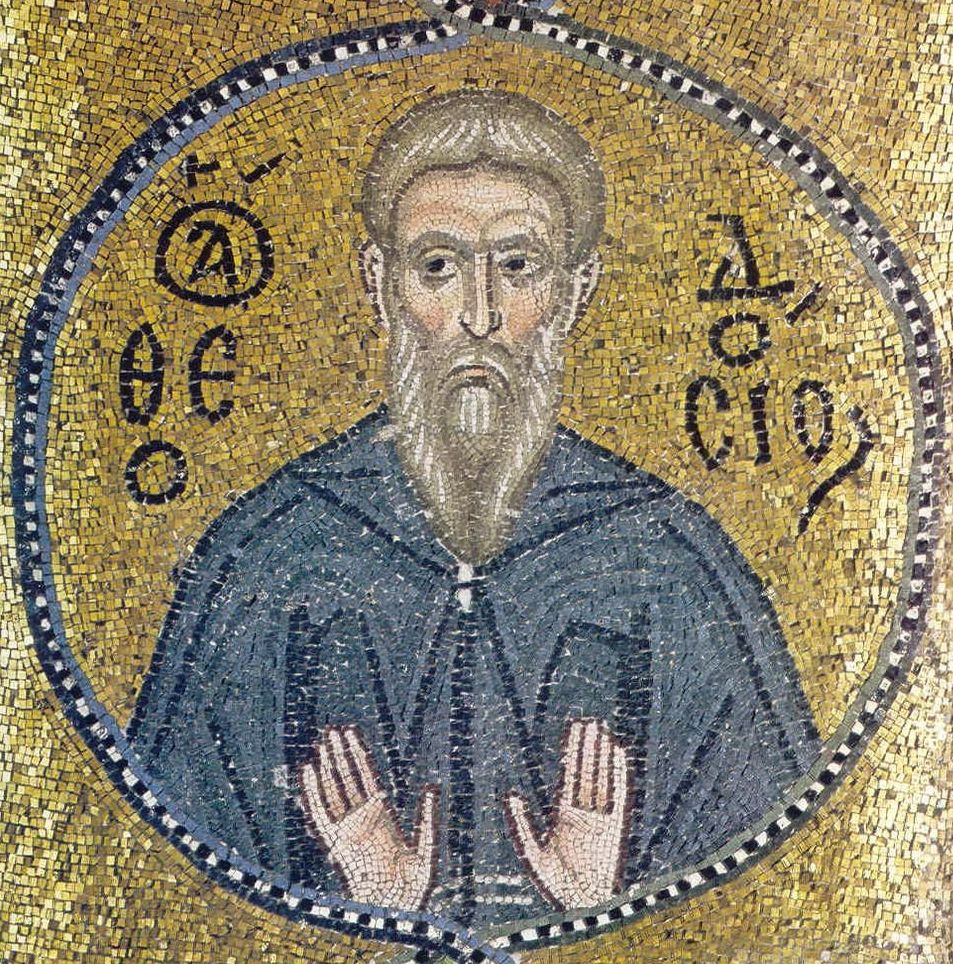
Sfântul Teodosie, întemeietorul monahismului cenobitic în Palestina

Monahismul cenobitic, de chinovie sau de obște este o tradiție monahală caracterizată prin viața în comun a călugărilor. Aceștia locuiesc fiecare în chilii din incinta mănăstirii, nu au avere personală, se roagă împreună, muncesc împreună, mănâncă împreună la trapeză și trebuie să se supună în toate mai-marelui mănăstirii – starețului (stareței) sau egumenului (egumenei) – care trebuie să se îngrijească de organizarea și buna funcționare a întregii mănăstiri.
Monahismul cenobitic există în diferite religii, deși monahismul cenobitic budist și creștin sunt cele mai proeminente. Prin cenobitism se înțelege situația de cenobit, viață de cenobit.

## Origini
Termenul Cenobit a fost utilizat inițial de adepții lui Pitagora din Crotone, Italia, care au fondat o comună atât pentru studiul filozofic, cât și pentru „împărțirea amiabilă a bunurilor lumești”.

## Monahismul iudaic
În sec. I d. Hr., Philon din Alexandria (15/10 î. Hr. - 54 d.Hr.) descria o comunitate ascetică evreiască de bărbați și femei de pe țărmurile lacului Mareotis din vecinătatea orașului Alexandria, Egipt, numită Therapeutae.  Membrii comunității, pe parcursul unei săptămâni, au studiat Biblia ebraică în timpul zilei și seara doar seara mâncau, după care sperau să viseze visuri legate  de studiile lor.   au compus poveștile și culegerile Midraș - metodă alegorică pentru interpretarea scripturilor.